# Win Butler
Edwin Farnham Butler III (Truckee, 14 aprile 1980) è un cantante, bassista, chitarrista e tastierista statunitense.
È noto per essere il leader e principale compositore e autore degli Arcade Fire, di cui è anche fondatore; sua moglie Régine Chassagne e suo fratello William Butler sono entrambi membri della band.

## Biografia e carriera
Edwin Farnham Butler III, è nato in California e cresciuto in Texas, secondo lo stile di vita mormone.
Win Butler è il nipote di Alvino Rey, chitarrista jazz.
A quindici anni, Win Butler comincia a frequentare un'accademia preparatoria musicale nel New Hampshire, la Phillips Exeter Academy, dove impara a suonare uno svariato numero di strumenti. Dopo il diploma ha studiato fotografia e scrittura creativa al Sarah Lawrence College, ma dopo un anno ha lasciato gli studi.
Nel 2000 si trasferisce a Montréal per frequentare la McGill University, dove incontra la sua futura moglie, Régine Chassagne, che ha sposato nel 2003. La coppia nel 2013 ha avuto il primo figlio.
Ha fondato gli Arcade Fire insieme al suo migliore amico John Deu, ai quali si aggiunse presto la futura moglie di Win Butler, Régine Chassagne. Poco dopo, il polistrumentista Richard Reed Parry inizia a suonare con loro, e si aggiunge alla band. Dopo una lite furibonda tra Butler e Parry, con Deu che decise di lasciare la musica per dedicarsi alla regia (rimarrà sempre amico del gruppo), la band si scioglie per un breve periodo. Dopo che Butler e Parry fecero pace, il gruppo si riforma, e si aggiungono il bassista Tim Kingsbury e il fratello minore di Win Butler, William Butler. Il batterista Jeremy Gara entrerà nella band nel 2004.
Nel 2004 registrano il loro primo album, Funeral, considerato da molti critici e musicisti, tra cui David Bowie, uno dei migliori album degli anni 2000. Win Butler aveva già composto e gettato le basi per molti dei pezzi dell'album già molto tempo prima della registrazione (tra cui Neighborhood 1 (Tunnels), scritta con Josh Deu).
Ha partecipato a un progetto di beneficenza nel 2005 dell'UNICEF, Do they know it's Hallowe'en? assieme alla moglie.
Win Butler è conosciuto anche per la sua statura (194 cm) e per i suoi insoliti tagli di capelli.
A febbraio 2014, Win Butler duetta con Eddie Vedder, durante un live dei Pearl Jam in Australia, la canzone era Rockin' in the free world di Neil Young.
Suo fratello Will lascia il gruppo alla fine del 2021, appena dopo le registrazioni del nuovo album We, la cui uscita è programmata per l'anno successivo.

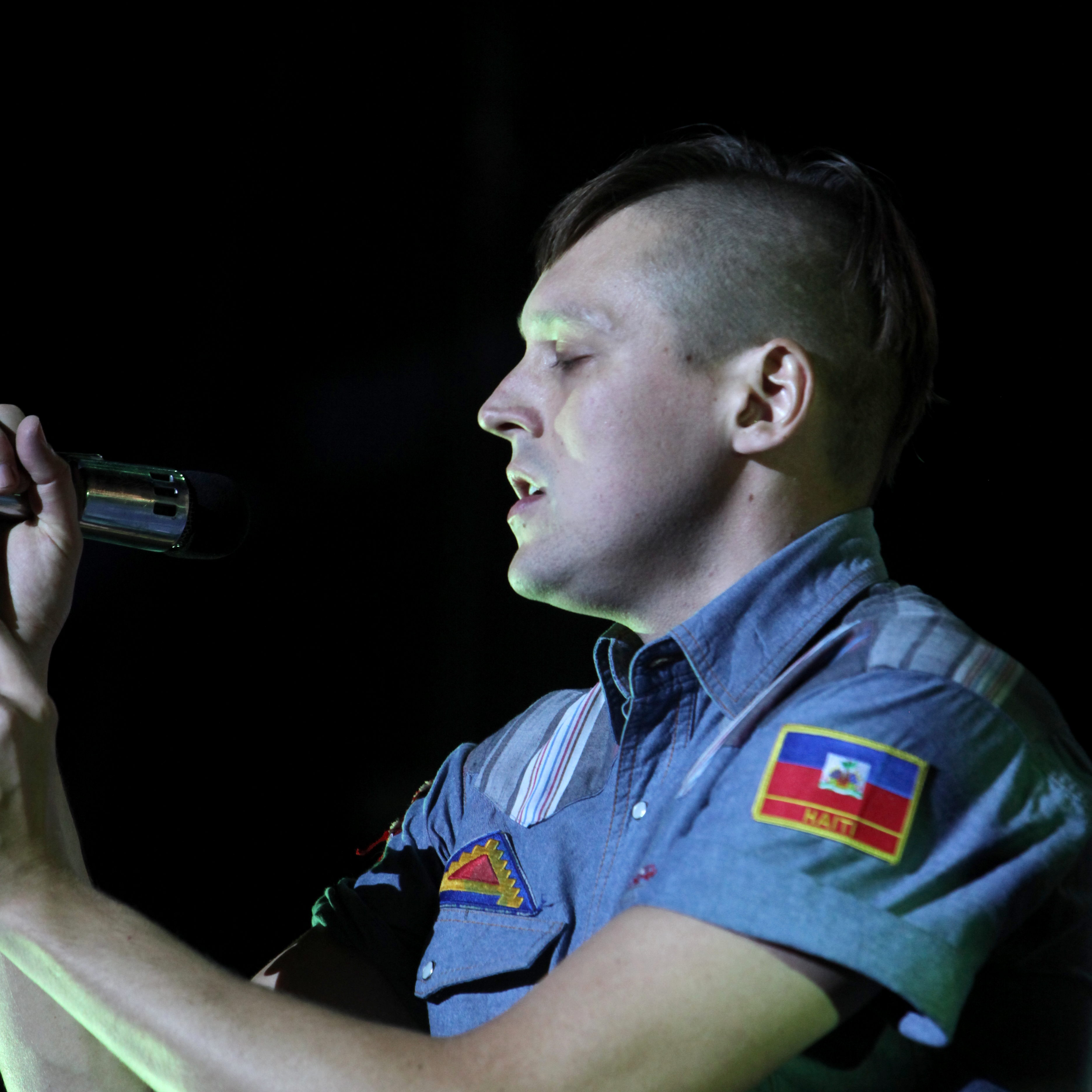
Win Butler durante un concerto